# Forces Armades del Regne Unit
Les Forces Armades del Regne Unit són l'exèrcit del Regne Unit. L'edat de reclutament està establert als 16 anys.
Les forces armades britàniques han vist acció en nombroses guerres grans involucrant les principals potències mundials, incloent la Guerra dels Set Anys, les Guerres napoleòniques, la Guerra de Crimea, la Primera guerra mundial i la Segona Guerra Mundial. L'eixir victoriosa repetidament dels conflictes armats ha permès que el Regne Unit s'establira com un dels poders econòmics i militars més importants dels món.
El 1962 es convertiren en el primer exèrcit totalment format per professionals perquè abolí el servei militar. El govern conservador creà un document, Options for Change, el 1991, cosa que causà que l'abril de 1996 es formara la Força Conjunta de Desplegament Ràpid, una formació dels tres serveis militars amb capacitat de desplegar-se globalment. A la fi del 1990, com que era important el govern de 1998 establí un document que implicà que esdevinguera una Força Conjunta de Reacció Ràpida.
Una investigació sobre la salut laboral dins l'exèrcit trobà que els militars britànics tenien de manera prevalent problemes psicològics.